# José Manuel García Bedoya
José Manuel García Bedoya (Lima, 1866 - Lima, 9 de octubre de 1940) fue un político, maestro y periodista peruano. Fue diputado por Urubamba (1892-1894); y por Ayaviri (1913-1918); ministro de Gobierno y Policía en el segundo gobierno de José Pardo y Barreda (1916-1917) y en el gobierno constitucional de Luis Sánchez Cerro (1931-1932); y alcalde de Lima (1932-1933). Fue también prefecto de varios departamentos, a lo largo de varios gobiernos de la República Aristocrática. 
Militante del Partido Civil y partidario del presidente José Pardo, durante el Oncenio de Leguía (1919-1930) se retiró de la actividad pública, aunque se dedicó a la conspiración. Regresó a la política como consejero y colaborador del comandante Luis Sánchez Cerro, que fue quien derrocó a Leguía en 1930.  Su actuación política más memorable ocurrió cuando, como ministro de Gobierno y Policía del gobierno constitucional de Sánchez Cerro, fue promotor de la Ley de Emergencia Nacional, que puso fuera de la ley a los apristas y expulsó a sus representantes del Congreso, lo que sumió al país en un estado de guerra civil (1932).

## Biografía

### Nacimiento y formación
Hijo del coronel Telesforo García y Francisca Frías. Tras el fallecimiento de su padre, se estableció en Arequipa, donde cursó estudios en el Seminario de San Jerónimo y luego en la Universidad Nacional de San Agustín, donde se graduó de bachiller en Letras y en Jurisprudencia.

### Primeros cargos políticos
En 1889 fue nombrado secretario de la prefectura de Arequipa y con el mismo cargo pasó a sucesivamente a las prefecturas de Puno y Cuzco. En 1892 fue elegido diputado por la provincia cusqueña de Urubamba, pero su mandato parlamentario se frustró en 1895 al triunfar la revolución encabezada por Nicolás de Piérola.

### Educador y periodista
Volvió a Arequipa, donde se dedicó a la enseñanza y al periodismo, colaborando en el diario La Bolsa. Pasó al puerto de Mollendo, donde ejerció la dirección del periódico El Puerto (1899-1907). También fundó y dirigió un centro de educación comercial, ejerciendo simultáneamente la docencia. Y participó en el gobierno local como secretario del concejo municipal y luego como regidor.

### Prefecto, diputado y director de Gobierno
El primer gobierno de José Pardo y Barreda (1904-1908) y el primero de Augusto B. Leguía (1908-1912) requirieron sus servicios como funcionario público. Fue sucesivamente prefecto de Huancavelica (1907), Lambayeque (1908), Huánuco (1909) Áncash (1910), Cajamarca (1911) y Puno (1912).
Renunció a la prefectura de Puno en enero de 1914, ya bajo el gobierno de Guillermo Billinghurst, pero tras el golpe de Estado del coronel Óscar R. Benavides, fue nombrado prefecto de Junín, siendo luego transferido al recientemente creado departamento de Madre de Dios, en la zona de la frontera con Bolivia y Brasil.
El gobierno transitorio de Benavides, cuyo misión era hacer el traspaso constitucional del poder, lo nombró director de Gobierno, cargo que ejerció hasta 1915, cuando fue elegido diputado por Ayaviri (1915-1918).

### Ministro de Gobierno (1916-1917)
Conocida ya su experiencia en la función pública, el segundo gobierno de José Pardo y Barreda lo nombró ministro de Gobierno, cargo que asumió el 2 de agosto de 1916, en reemplazo de Luis Julio Menéndez.
Pero debió renunciar el 7 de marzo de 1917, al conocerse la noticia del asesinato de Rafael Grau, en la localidad de Palcaro, en el departamento de Apurímac. Este personaje, hijo del héroe de Angamos, era un importante político de la oposición, que en esos momentos se hallaba promoviendo su candidatura a la diputación por la provincia de Cotabambas; su muerte fue resultado de trágicas rivalidades lugareñas, pero la oposición acusó al gobierno del hecho, desatándose un tremendo escándalo que desgastó al régimen de Pardo.
Tras el golpe de Estado del 4 de julio de 1919 perpetrado por Leguía, permaneció retirado de la vida pública, a lo largo de todo el Oncenio (1919-1930).

### Conspirador contra Leguía
El historiador Jorge Basadre refiere que García Bedoya conspiró contra el presidente Leguía en entendimiento con el entonces mayor del ejército Luis Sánchez Cerro, con quien llegó a entrevistarse. Cita al respecto un testimonio de Carlos Miró-Quesada Laos:

Carlos Miró Quesada Laos en su obra Sánchez Cerro y su tiempo relata lo que le narró José Manuel García Bedoya sobre lo que pasó una vez en la época en que conspiraban este personaje y el joven militar: “Al encontrarse hablaron largamente del movimiento que estaban preparando. Sánchez Cerro, con su fe habitual, le aseguró que el triunfo era indudable. ¿Y bien, preguntó don José Manuel, cuando triunfe esa revolución, quién será el presidente? Propuso en seguida varios nombres que fueron descartados por el mayor del ejército. El Presidente seré yo –dijo Sánchez Cerro, dando término a la entrevista ante la estupefacción de don José Manuel”.
Historia de la República del Perú

Años después, el ya comandante Sánchez Cerro dio el golpe de Estado de 1930 y asumió el poder como jefe de una Junta Militar de Gobierno. García Bedoya fue nombrado subprefecto de Arequipa, siendo prefecto Clemente J. Revilla. Se convirtió en uno de los consejeros de Sánchez Cerro. Tenía por entonces 64 años, mientras que el militar golpista apenas sobrepasaba los 40 años.

### Ministro de Gobierno (1931-1932)
Al inaugurarse el gobierno constitucional de Luis M. Sánchez Cerro, el 8 de diciembre de 1931, volvió una vez más a desempeñar el ministerio de Gobierno. Ante la amenaza que representaba la furibunda oposición de los apristas, y, en menor medida, de los comunistas, envió al Congreso un proyecto de Ley de Emergencia, cuya finalidad era defender «las instituciones democráticas contra la acción de elementos perturbadores y de propagandas perniciosas». Este proyecto fue aprobado en medio de una tumultuosa sesión del Congreso, el 9 de enero de 1932, siendo utilizado como instrumento para poner fuera de juego a la célula parlamentaria aprista y someter a la persecución  a los miembros de dicho partido en todo el país.
Poco después, el 29 de enero de 1932, dejó el ministerio, al producirse la renovación del gabinete, cuyos miembros fueron reemplazados con personal más joven y cercano al presidente, que se proponía así intensificar el combate contra la oposición.

### Alcalde de Lima
El último cargo público que ejerció fue la alcaldía de Lima, como sucesor de José de la Riva Agüero y Osma (1932-1933). Luego se retiró de toda función pública.
Falleció viudo en la madrugada del 9 de octubre de 1940 a los 74 años de pielonefritis e insuficiencia mitral en el distrito limeño de Barranco.

## Descendencia
Estuvo casado con Elena Corrales Melgar Bermejo (1861-1919) desde el 12 de septiembre de 1888 en Arequipa. Se le conocen tres hijos llamados José Manuel, Enrique y Telésforo.[cita requerida]